# Sebadoh
Sebadoh ist eine Independent-Band aus Massachusetts, USA. Zusammen mit Pavement und Guided by Voices gilt die 1986 gegründete Band als einer der Pioniere des Lo-Fi.

## Geschichte
Ursprünglich war Sebadoh ein Nebenprojekt von Lou Barlow, dem Bassisten von Dinosaur Jr. So wurden die ersten Aufnahmen als Beilage zum zweiten Album der Band veröffentlicht. Nachdem Barlow Dinosaur 1989 verlassen hatte, entwickelte sich Sebadoh schnell zu einer eigenständigen Band. Mit Aufnahmen im Homerecording-Verfahren wurde sie schnell zu einem Vorreiter der aufkommenden Lo-Fi Bewegung Anfang der 1990er Jahre: einfachste Aufnahmetechnik, Folk, experimenteller psychedelischer Rock, Konzentration auf Songwriting und Melodien.
Erwähnenswert ist das schier unerschöpfliche Repertoire: nach eigenen Angaben schreibt Barlow jährlich rund 200 Songs. In der New York Times erklärte er:

“Ich glaube, wir schreiben, um unsere Dämonen zu exorzieren, aber was meine Texte betrifft, bin ich ein totaler Exhibitionist.”

Nach dem Album The Sebadoh (1999) konzentrierte sich Barlow auf sein Projekt Folk Implosion. 2007 gab es eine Reunion-Tour von Sebadoh in den USA. 2011 wurden die Alben Bakesale und Harmacy wiederveröffentlicht. Schlagzeuger Eric Gaffney wurde durch Bob D’Amico ersetzt, der mit Jason Loewenstein bereits bei den Bands Circle of Buzzards und Fiery Furnaces spielte.
Im Juli 2012 gab es erneut ein Lebenszeichen der Band: als Vorgeschmack auf ein neues Album, das 2013 veröffentlicht werden soll, erschien Secret EP mit fünf neuen Songs.

## Trivia
Das erste Album der deutschen Band Sharon Stoned, License to Confuse, ist nach dem Eröffnungsstück des Albums Bakesale benannt. Beide Alben sind 1994 erschienen.

## Diskografie

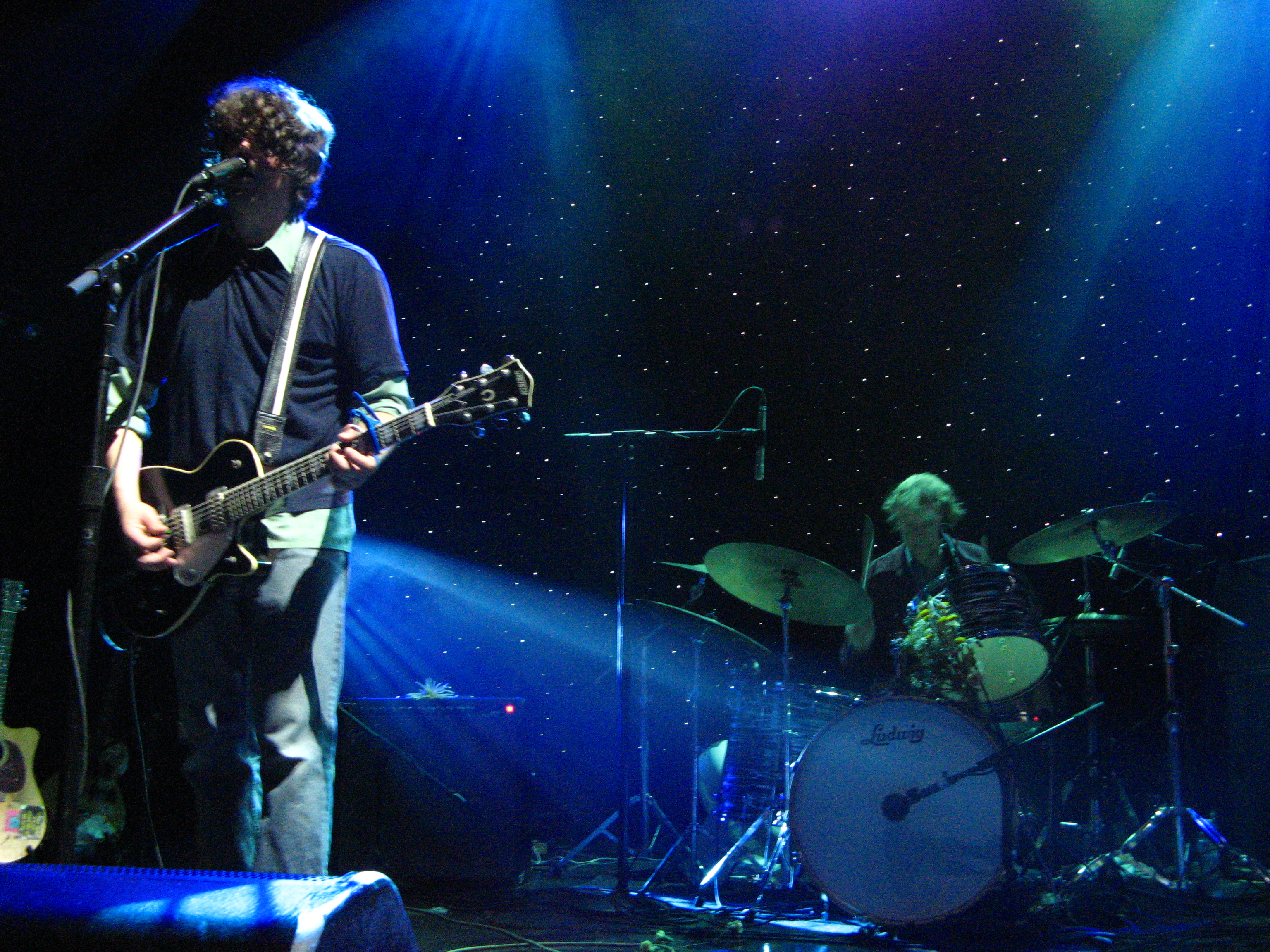
Sebadoh in der Webster Hall, New York 2007

- 1989: The Freed Man (Homestead Records)
- 1990: Weed Forestin'  (Homestead Records)
- 1990: The Freed Weed, Compilation (Homestead Records)
- 1991: Sebadoh III (Homestead Records)
- 1992: Smash Your Head on the Punk Rock (Sub Pop)
- 1993: Bubble and Scrape (Sub Pop)
- 1994: Bakesale (Sub Pop)
- 1996: Harmacy (Sub Pop)
- 1999: The Sebadoh (Sub Pop/Sire Records)
- 2007: Wade Through the Boggs (Auflage: 1.000, die auf Tournee verkauft wurde)
- 2012: Secret EP
- 2013: Defend Yourself (Domino Recording Company/Joyful Noise Recordings)
- 2019: Act Surprised